# Finale de la Coupe d'Europe des vainqueurs de coupe 1987-1988
La finale de la Coupe d'Europe des vainqueurs de coupe 1987-1988  est la 28e finale de la Coupe d'Europe des vainqueurs de coupe, organisée par l'UEFA. Ce match de football a lieu le 11 mai 1988  au Stade de la Meinau à Strasbourg, en France.
Elle oppose l’équipe belge du FC Malines aux Néerlandais de l'Ajax Amsterdam. Le match se termine par une victoire des Malinois sur le score de 1 but à 0, ce qui constitue leur premier sacre dans la compétition ainsi que leur premier titre européen.
Vainqueur de la finale, le FC Malines est à ce titre qualifié pour la Supercoupe d'Europe 1988 contre le PSV Eindhoven, vainqueur de la finale de la Coupe des clubs champions européens.

## Parcours des finalistes
Note : dans les résultats ci-dessous, le score du finaliste est toujours donné en premier (D : domicile ; E : extérieur).
| FC Malines       | FC Malines | FC Malines | FC Malines | Tour                | Ajax Amsterdam         | Ajax Amsterdam | Ajax Amsterdam | Ajax Amsterdam |
| ---------------- | ---------- | ---------- | ---------- | ------------------- | ---------------------- | -------------- | -------------- | -------------- |
| Adversaire       | Total      | Aller      | Retour     |                     | Adversaire             | Total          | Aller          | Retour         |
| Dinamo Bucarest  | 3 - 0      | 1 - 0 (D)  | 2 - 0 (E)  | Seizièmes de finale | Dundalk FC             | 6 - 0          | 4 - 0 (D)      | 2 - 0 (E)      |
| Saint Mirren     | 2 - 0      | 0 - 0 (D)  | 2 - 0 (E)  | Huitièmes de finale | Hambourg SV            | 3 - 0          | 1 - 0 (E)      | 2 - 0 (D)      |
| Dynamo Minsk     | 2 - 1      | 1 - 0 (D)  | 1 - 1 (E)  | Quarts de finale    | BSC Young Boys         | 2 - 0          | 1 - 0 (E)      | 1 - 0 (D)      |
| Atalanta Bergame | 4 - 2      | 2 - 1 (D)  | 2 - 1 (E)  | Demi-finales        | Olympique de Marseille | 4 - 2          | 3 - 0 (E)      | 1 - 2 (D)      |

## Finale
| 11 mai 1988 | FC Malines   | 1 – 0 | Ajax Amsterdam | Stade de la Meinau, Strasbourg                |                                               |
| 20h15 CEST  | den Boer 53e |       |                | Spectateurs : 39 446 Arbitrage : Dieter Pauly | Spectateurs : 39 446 Arbitrage : Dieter Pauly |
| 20h15 CEST  | Rapport      |       |                | Spectateurs : 39 446 Arbitrage : Dieter Pauly | Spectateurs : 39 446 Arbitrage : Dieter Pauly |

|  |  |

| GK            | 1  | Michel Preud'homme   |     |     |
| RB            | 6  | Koen Sanders         | 61e |     |
| CB            | 3  | Lei Clijsters        |     |     |
| CB            | 4  | Graeme Rutjes        |     |     |
| LB            | 9  | Geert Deferm (nl)    |     |     |
| RM            | 5  | Wim Hofkens          |     | 73e |
| CM            | 2  | Marc Emmers          |     |     |
| LM            | 8  | Erwin Koeman         |     |     |
| RW            | 7  | Pascal De Wilde      |     | 60e |
| LW            | 10 | Eli Ohana            |     |     |
| CF            | 11 | Piet den Boer        | 81e |     |
| Remplaçants : |    |                      |     |     |
| GK            | 16 | Pierre Drouguet      |     |     |
| DF            | 14 | Raymond Jaspers (nl) |     |     |
| MF            | 16 | Paul De Mesmaeker    |     | 60e |
| MF            | 15 | Paul Theunis         |     | 73e |
| MF            | 15 | Joachim Benfeld (de) |     |     |
| Entraîneur :  |    |                      |     |     |
| Aad de Mos    |    |                      |     |     |

| GK             | 1  | Stanley Menzo       |     |     |
| RB             | 2  | Danny Blind         | 16e |     |
| CB             | 4  | Frank Verlaat       |     | 73e |
| CB             | 6  | Jan Wouters         | 90e |     |
| LB             | 3  | Peter Larsson       |     |     |
| RM             | 5  | Arnold Scholten     |     |     |
| CM             | 10 | Aron Winter         |     |     |
| LM             | 11 | Arnold Mühren       |     |     |
| RW             | 7  | John van 't Schip   |     | 57e |
| LW             | 8  | Rob Witschge        |     |     |
| CF             | 9  | John Bosman         |     |     |
| Remplaçants :  |    |                     |     |     |
| GK             | 12 | Lloyd Doesburg (en) |     |     |
| MF             | 14 | Richard Witschge    |     |     |
| MF             | 13 | Ally Dick (en)      |     |     |
| MF             | 15 | Dennis Bergkamp     |     | 57e |
| FW             | 16 | Henny Meijer        |     | 73e |
| Entraîneur :   |    |                     |     |     |
| Barry Hulshoff |    |                     |     |     |